# Pansoti

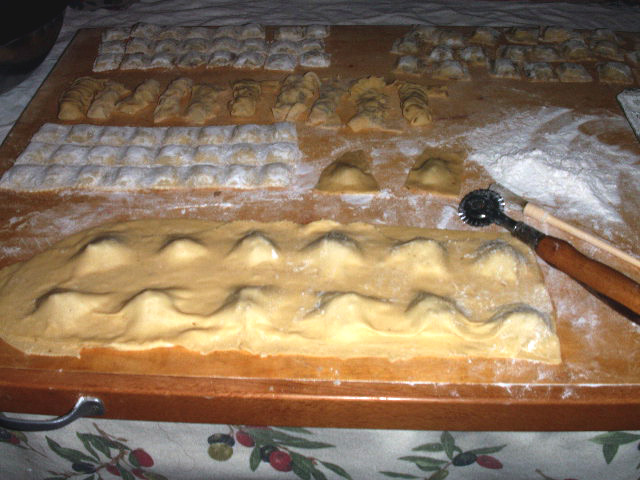
Fase di lavorazione dei pansoti

I pansoti (pansòti in ligure, dal ligure pansa, in italiano "pancia") sono una pasta ripiena tipica della cucina ligure, simile ai cappelletti, da cui differiscono essenzialmente per la forma e grandezza. I pansoti conditi con salsa di noci sono uno dei piatti caratteristici della tradizione genovese.
Dato che non contengono carne, sono un piatto a base di magro, adatto al periodo penitenziale della quaresima. Vengono spesso chiamati anche "pansòtti", in quanto in alcune province liguri è comune una enfatizzazione delle ultime sillabe.

## Etimologia
Il termine deriva da "pancia", in riferimento all'aspetto della pasta, caratteristicamente gonfio e panciuto.

## Storia
Piatto tradizionale del levante ligure, viene citato sulla Guida Gastronomica d'Italia del TCI edita nel 1931 a pag.189 sotto la voce Rapallo come i "pansoti cu a salsa de nuge".

## Ingredienti
- La pasta fresca all'uovo si allunga come una sfoglia sottile.
- Nelle ricette più aderenti alla tradizione il ripieno comprende il cosiddetto preboggion,[5] una miscela di erbe spontanee delle coste liguri, un tempo non semplice da trovare in vendita e reperite in crescita spontanea sulle colline (o bricchi). In alternativa si può utilizzare la bietola,[6] o la bietola da taglio chiamata "erbette",[7] oppure gli spinaci o la borragine (boraxe). Si può usare anche un misto di ortaggi simili a quelli del preboggion, come la cicoria, la catalogna, il cicorino, la rucola, la scarola,[7] la lattuga e la verza.[8] Come per il preboggion, è necessario equilibrare in giuste proporzioni le verdure, per neutralizzare il sapore amaro della cicoria e della catalogna col sapore dolce della lattuga, della scarola e della verza. Tra gli altri ingredienti troviamo un particolare tipo di formaggio fresco leggermente acidulo, detto prescinsêua, sostituibile da un misto di ricotta e yogurt o pane grattugiato per una versione più economica, il grana o il parmigiano, uova e aromi come maggiorana, noce moscata e pepe.
- La salsa di noci si prepara con i gherigli di noci, pinoli, aglio, olio extravergine di oliva e pane inumidito nel latte. Invece della salsa di noci si possono condire con olio oppure burro e salvia.

## Abbinamenti enogastronomici
Il piatto di pansoti si abbina con vino bianco fermo, leggero. Indicato il Pigato.